# Neferethenoet
Neferethenoet (Oudegyptisch: nfr-t-H-nw:t) was een oud-Egyptische koningin uit de 12e dynastie die naast Senoeseret III heerste (ca. 1872 tot 1852 v.Chr.) in het oude Middenrijk.
Zij is tot dusver enkel bekend van haar sarcofaag en van fragmenten van de kapel die oostelijk vlak bij haar piramide is teruggevonden die deel uitmaakte van het piramidecomplex van Senoeseret III te Dasjoer. De piramide van Neferethenoet mat 16,8 × 16,8 m aan de basis en was mogelijk ongeveer even hoog. Ze was uit leemtegels gebouwd die met kalksteen waren overdekt, maar verkeert heden in slechte onderhoudstoestand. Ook de kapel is in bedenkelijke staat. Ze was ooit met reliëfs overdekt.
Onderaan de piramide bevinden zich de grafruimten van de koningin. Ze zijn bereikbaar langs een gang die vier piramiden aan de noordzijde van die van Senoeseret III verbindt.
De positie van haar tombe nabij zijn piramide maakt het waarschijnlijk dat zij zijn gemalin was. D. Arnold, die het complex opgroef en ook de tombe van de koningin, merkte de lage kwaliteit van de inscripties op haar sarcofaag op, die sterk contrasteert met de sarcofagen van andere koninklijke vrouwen die nabij de piramide zijn begraven. Het graf bleek ook geroofd. Er werden alleen nog twee Was-scepterknoppen gevonden (door Jacques de Morgan die het graf als eerste opgroef in 1894).
Op haar sarcofaag staan de titels koninklijke vrouwe en verenigd met de witte kroon vermeld. In een andere grafkamer onder de piramide staat een tweede, onbeschreven sarcofaag.

## Titels
Neferethenoet droeg de titels:
- Koninklijke vrouwe
- Lid van de elite (iryt-pat)
- Zij die Horus en Seth ziet
- Chenemetneferhedjet